# Туркельтауб, Исаак Самойлович
Исаак Самойлович Туркельтауб (1890, Оренбург — 1938) — российский театральный деятель. Член Еврейской социал-демократической и Еврейской коммунистической партий. 

## Биография
Родился в 1890 году в Оренбурге. С 1907 года — в Тургайской области. В 1914 году окончил Юрьевский университет.
Преподавал: в Оренбурге, Одессе (на высших народных курсах), Вилюнюсе (еврейских педагогических курсах), с 1921 года — в Харьковском музыкальном техникуме.
Профессор Харьковского театрального техникума, Харьковского музыкально-драматического института.
Прочитал десятки лекций по литературоведению и краеведению в С-Петербурге, Москве, Одессе и других городах России.
Занимался также активной театральной деятельностью — режиссёр в Оренбурге, Двинске, Харькове. Член правления творческих союзов.
Член правления Союза журналистов.
Член режиссёрской коллегии театра Дом просвещения им. Луначарского.
Расстрелян в 1938 году.